# Campeonato Mineiro 1946
In 1946 werd het 32ste Campeonato Mineiro gespeeld voor voetbalclubs uit de Braziliaanse staat Minas Gerais. De competitie werd gespeeld van 17 maart tot 6 oktober en werd georganiseerd door de Federação Mineira de Futebol. Atlético werd kampioen.

## Eindstand
| Plaats | Club             | Wed. | W  | G | V  | Saldo | Ptn. |
| ------ | ---------------- | ---- | -- | - | -- | ----- | ---- |
| 1.     | Atlético         | 18   | 14 | 3 | 1  | 49:19 | 31   |
| 2.     | Villa Nova       | 18   | 11 | 1 | 6  | 38:32 | 23   |
| 3.     | Cruzeiro         | 18   | 10 | 1 | 7  | 28:20 | 21   |
| 4.     | Metalusina       | 18   | 8  | 3 | 7  | 30:29 | 19   |
| 5.     | América          | 18   | 6  | 1 | 11 | 21:30 | 13   |
| 6.     | Siderúrgica      | 18   | 5  | 1 | 12 | 24:36 | 11   |
| 7.     | Sete de Setembro | 18   | 3  | 2 | 13 | 26:50 | 8    |

|  | Kampioen |

### Kampioen
| Campeonato Mineiro de 1946 |
| -------------------------- |
| ATLÉTICO 11º Titel         |